# شينال
شينال (بالصينية: 新乐) هي مدينة من مدن الصين. يبلغ عدد سكانها 440,000 نسمة حسب إحصائيات سنة 2003. تبلغ مساحتها 525 كم². وهي مدينة على مستوى المقاطعة في مقاطعة خبي، شمال الصين، وهي تحت إدارة مدينة شيجياتشوانغ على مستوى المحافظة.